# Faustino Armendáriz Jiménez

Faustino Armendáriz Jiménez (Magdalena de Kino, estado de Sonora, México, 23 de julho de 1955) é um clérigo mexicano e arcebispo católico romano de Durango.
Faustino Armendáriz Jiménez recebeu o Sacramento da Ordem em 11 de setembro de 1982 pela Arquidiocese de Hermosillo.
Em 4 de janeiro de 2005, o Papa João Paulo II o nomeou Bispo de Matamoros. O Arcebispo de Monterrey, Francisco Robles Ortega, o consagrou em 23 de fevereiro do mesmo ano; Os co-consagradores foram o Núncio Apostólico no México, Dom Giuseppe Bertello, e o Bispo de Toluca, Francisco Javier Chavolla Ramos.
Em 20 de abril de 2011, o Papa Bento XVI o nomeou Bispo de Querétaro.
O Papa Francisco o nomeou arcebispo de Durango em 21 de setembro de 2019, com posse em 21 de novembro do mesmo ano.